# You and me (Joan Franka)
You and me is het lied van Joan Franka waarmee ze Nederland vertegenwoordigde op het Eurovisiesongfestival van 2012 in Bakoe. Franka schreef en componeerde het nummer samen met Jessica Hoogenboom (artiestennaam Jesse Maria).
Het nummer kwam in de week na het Nationaal Songfestival op plaats 1 binnen in de Nederlandse Single Top 100 en plaats 3 in de 3FM Mega Top 50.

## Achtergrond

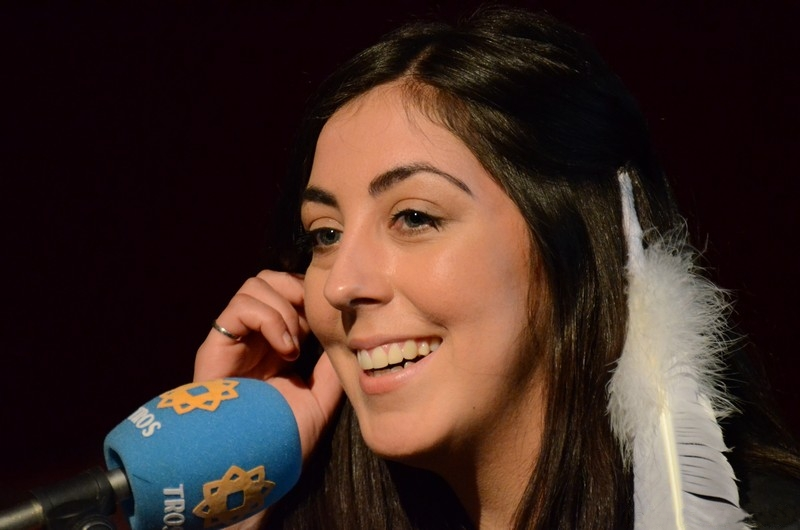
Joan Franka, 2012

Op 26 februari 2012 zong Joan Franka het nummer op het Nationale Songfestival gekleed in een indianenoutfit met verentooi op haar hoofd. Door haar outfit werd ze nadien ook wel Indiana Joan genoemd. Tijdens een livechat verklaarde ze dat het nummer gaat over een kinderliefde toen ze vijf jaar oud was. Zij en haar vriendje waren toen ook verkleed als indiaantjes. De tooi van het songfestival werd ontworpen door Nicoline van Marle. In de bijbehorende videoclip werd de jonge versie van Franka vertolkt door Sophie Bouquet.
Het lied speelt ze met gitaar waarbij ze geflankeerd wordt door vier danseressen met tamboerijnen, een trommel en een klein snaarinstrument, mogelijk een ukelele met ondersteuning van banjomuziek.
Tijdens het Nationale Songfestival won You and me in een directe competitie met het nummer Chocolatte van Raffaëla Paton. Daarna gaf de vakjury de voorkeur aan de nummers van Ivan Peroti en Pearl Jozefzoon, maar streek niettemin Franka met de eer dankzij de grote steun van het tv-publiek.
Op 22 mei zong Jan Smit een speciale versie tijdens het TROS-radioprogramma Gouden Uren, namelijk Jij en Ik.
Tijdens het songfestival op 24 mei kreeg ze 31 punten van de vakjury en 51 punten van het publiek, wat te weinig was om door te dringen bij de beste 10 voor de finale. De punten van het publiek alleen zouden wel voldoende zijn geweest voor een finaleplaats.

## Uitslag Nationaal Songfestival 2012
| Notering | Nummer          | Artiest         | Vakjury | Televoting | Uitslag |
| -------- | --------------- | --------------- | ------- | ---------- | ------- |
| 1        | You and me      | Joan Franka     | 11      | 26,1       | 37,1    |
| 2        | We can overcome | Pearl Jozefzoon | 19      | 14,6       | 33,6    |
| 3        | Take me as I am | Ivan Peroti     | 20      | 9,3        | 29,3    |

## Hitnotering

### Nederlandse Top 40
| Hitnotering: 10-03-2012 t/m 07-04-2012 | Hitnotering: 10-03-2012 t/m 07-04-2012 | Hitnotering: 10-03-2012 t/m 07-04-2012 | Hitnotering: 10-03-2012 t/m 07-04-2012 | Hitnotering: 10-03-2012 t/m 07-04-2012 | Hitnotering: 10-03-2012 t/m 07-04-2012 | Hitnotering: 10-03-2012 t/m 07-04-2012 |
| Week:                                  | 1                                      | 2                                      | 3                                      | 4                                      | 5                                      |                                        |
| -------------------------------------- | -------------------------------------- | -------------------------------------- | -------------------------------------- | -------------------------------------- | -------------------------------------- | -------------------------------------- |
| Positie:                               | 14                                     | 7                                      | 10                                     | 29                                     | 40                                     | uit                                    |

### NederlandseSingle Top 100
| Hitnotering: 03-03-2012 t/m 09-06-2012 | Hitnotering: 03-03-2012 t/m 09-06-2012 | Hitnotering: 03-03-2012 t/m 09-06-2012 | Hitnotering: 03-03-2012 t/m 09-06-2012 | Hitnotering: 03-03-2012 t/m 09-06-2012 | Hitnotering: 03-03-2012 t/m 09-06-2012 | Hitnotering: 03-03-2012 t/m 09-06-2012 | Hitnotering: 03-03-2012 t/m 09-06-2012 | Hitnotering: 03-03-2012 t/m 09-06-2012 | Hitnotering: 03-03-2012 t/m 09-06-2012 | Hitnotering: 03-03-2012 t/m 09-06-2012 | Hitnotering: 03-03-2012 t/m 09-06-2012 | Hitnotering: 03-03-2012 t/m 09-06-2012 | Hitnotering: 03-03-2012 t/m 09-06-2012 | Hitnotering: 03-03-2012 t/m 09-06-2012 | Hitnotering: 03-03-2012 t/m 09-06-2012 | Hitnotering: 03-03-2012 t/m 09-06-2012 |
| Week:                                  | 1                                      | 2                                      | 3                                      | 4                                      | 5                                      | 6                                      | 7                                      | 8                                      | 9                                      | 10                                     | 11                                     | 12                                     | 13                                     | 14                                     | 15                                     |                                        |
| -------------------------------------- | -------------------------------------- | -------------------------------------- | -------------------------------------- | -------------------------------------- | -------------------------------------- | -------------------------------------- | -------------------------------------- | -------------------------------------- | -------------------------------------- | -------------------------------------- | -------------------------------------- | -------------------------------------- | -------------------------------------- | -------------------------------------- | -------------------------------------- | -------------------------------------- |
| Positie:                               | 1                                      | 3                                      | 12                                     | 22                                     | 44                                     | 33                                     | 43                                     | 90                                     | 75                                     | 72                                     | 87                                     | 81                                     | 34                                     | 43                                     | 94                                     | uit                                    |